# 佐藤天彦
佐藤 天彦（さとう あまひこ、1988年1月16日 - ）は、将棋棋士。中田功八段門下。棋士番号は263。福岡県福岡市出身。

## 棋歴
1998年、小学5年生の時に小学生将棋名人戦西大会で糸谷哲郎に敗れ、ベスト16。その年の9月に6級で関西奨励会入り。中学校卒業を機に上京し、千葉県の東京学館浦安高等学校を卒業。

### 奨励会時代
2001年に初段、2002年からプロ入りに一歩手前の三段リーグに参加。三段リーグ時代に下記の2つのことで話題となった。
1つ目は、2004年に通算2度目の次点（3位）となり、フリークラスの棋士としてプロ入りできる権利を得たにもかかわらず、この権利を放棄したことである。10勝6敗からの2連勝で獲得した権利ということもあり思ってもみなかったことだったため、「これでプロになっていいのか」と迷った。まだ16歳の佐藤に、師匠の中田功は「この歳でフリークラスに行って昇格を見据えた星勘定をするより、三段リーグで同年代のライバルたちと戦うほうがいい」と考え、奨励会残留を勧めたという。
2つ目は、61年ぶりのプロ編入試験として世間の注目を集めた瀬川晶司のプロ編入試験の第1局（2005年7月18日）の相手（試験官）を務めたことである。日本将棋連盟によると佐藤が試験官に選ばれた理由は、（瀬川がかつて奨励会を年齢制限で退会したにもかかわらず、再度プロ入りに挑戦しているのに対し）佐藤が上記のごとくフリークラスの権利を放棄したことから、「瀬川とは全く相反する勝負師観・人生観を持つ者として、奨励会員達の気持ちへの配慮をする上で相応しい」とされたことである。なお、この一局は公開対局として行われた。戦形は横歩取り8五飛となり、結果は91手で先手番の佐藤が勝った。
2006年度前期リーグで14勝4敗で戸辺誠に次ぐ2位の成績を修め、四段に昇格し順位戦に参加できるプロ棋士として同年秋にプロデビューした。

### プロデビュー後
デビュー戦（2006年12月11日）は女流棋士の千葉涼子との対局であったが勝利。以後、2007年3月5日まで負けなしのデビュー9連勝を飾った。その中で、瀬川晶司との因縁の対決で勝ち、3人の元タイトルホルダー（加藤一二三、塚田泰明、中村修）を負かしている。3月16日、第20期竜王戦6組3回戦で同年代のライバル・広瀬章人にプロ入り初黒星を喫し連勝が途絶えたが、9連勝の中には広瀬との初戦があったので、いわば雪辱を果たされた格好となった。なお、第20期竜王戦6組の敗者復活戦（3位昇級者決定トーナメント）では、またしても瀬川との対決があり、こちらでも瀬川に敗れている。
2008年9月25日、第39回新人王戦決勝三番勝負で奨励会三段の星野良生に連勝し、棋戦初優勝。星野による史上初の奨励会三段優勝を阻む。同年、第21期竜王戦6組の3位決定戦で同年代のライバル・高崎一生に敗れたが、5組欠員補充のための追加の昇級決定戦（5位決定戦、対・小林宏戦）が組まれ、この一番に勝利して、竜王戦参加2期目にして5組への昇級を決める。この年度は、将棋大賞の新人賞を受賞した。
2009年4月30日、第22期竜王戦5組準決勝で安用寺孝功に勝ち、4組への昇級を決めるとともに五段に昇段（連続2回昇級による）。この対局は、プロ入りから通算100局目であった（68勝32敗）。なお、5組決勝では新進気鋭の豊島将之に敗れ、本戦トーナメント出場を逃す。
2010年は第81期棋聖戦において一次予選・二次予選を6連勝で抜け、決勝トーナメントに進出。1回戦で谷川浩司に勝ち、2回戦で郷田真隆に敗れる。第23期竜王戦4組では10月28日の3位決定戦で日浦市郎に勝ち、3期連続昇級で3組へ昇級。第69期順位戦C級2組では10戦全勝の成績を収めてC級1組に昇級。また9月から翌2011年2月にかけて公式戦で17連勝を達成し、さらに年度通算成績が35勝9敗（勝率.795）となり、将棋大賞の連勝賞と勝率1位賞を受賞。
2011年4月21日、第24期竜王戦3組準決勝で富岡英作に勝ち、4期連続昇級で2組への昇級を決めるとともに六段に昇段（2組昇級・連続2回昇級による）。その1週間後（2011年4月28日）、第82期棋聖戦本戦決勝（挑戦者決定戦）で深浦康市と戦うが敗れ、タイトル初挑戦を逃す。なお、本戦決勝に勝ち進む中で、二次予選で森内俊之・木村一基らに勝ち、本戦では渡辺明・郷田真隆らに勝っている。第24期竜王戦3組では決勝でも勝ち、初の組別優勝と本戦進出を果たす（本戦初戦で2組2位の山崎隆之に敗れる）。10月、第42回新人王戦決勝三番勝負で豊島将之を下し、2度目の優勝。
2012年2月7日、第70期順位戦C級1組で8勝1敗となり、最終局を残して、B級2組への昇級を決める（最終成績は8勝2敗の1位）。
2014年1月23日、第72期順位戦B級2組で9勝0敗となり、最終局を残して、B級1組への昇級を決める（最終成績は10戦全勝）。
2015年1月8日、第73期順位戦B級1組で9勝2敗となり、抜け番を含む2戦を残して、A級への昇級と八段昇段を決めた。8勝2敗の暫定1位で迎えた同局は、7勝2敗で暫定2位の屋敷伸之との直接対決。この対局に勝ち、結果3敗となった2人（屋敷伸之と木村一基)が直接対決を残していたため、昇級となった（最終成績は10勝2敗の1位）。同年7月21日、第63期王座戦挑戦者決定戦で豊島将之七段に勝利し、羽生善治王座（名人・王位・棋聖）への挑戦が決定。初のタイトル挑戦となったが、2勝3敗で敗れた。同年12月、第41期棋王戦で敗者復活戦を勝ち抜き挑戦者決定戦二番勝負に進出。佐藤康光九段に2連勝して渡辺明棋王（竜王）への挑戦を決めたが、1勝3敗で敗れた。
2016年2月27日、第74期順位戦A級で行方尚史八段に勝ち、8勝1敗でA級1期目で名人位挑戦を決める。同年4月1日、第43回将棋大賞受賞者が発表され、敢闘賞、最多対局賞（59局）、最多勝利賞（41勝）、連勝賞（15連勝）の各賞を受賞した。また、同年3月21日に行われた棋王戦第4局（対渡辺明棋王戦）が名局賞に選出された。
2016年5月31日の名人戦第5局で羽生善治名人に勝ち、4勝1敗で史上4番目の若さで自身初のタイトルとなる名人位を獲得。また名人奪取により、同日付で九段昇段。名人位奪取による九段昇段は谷川浩司・佐藤康光・丸山忠久・森内俊之に次ぐ14年ぶり5人目である。黒星先行からの4連勝での名人奪取は、1952年名人戦七番勝負（大山康晴 対 木村義雄）以来、64年ぶりのことである。また、1997年度の谷川浩司以来、約20年ぶりの羽生世代以外の名人である。初の最優秀棋士賞を受賞した。

### 叡王戦優勝・電王戦出場とその後
九段の肩書で出場していた第2期叡王戦で決勝進出し、千田翔太五段との決勝三番勝負は、2連勝で優勝した。この期で最後となる第2期電王戦にタイトル保持者として初めて出場した。二番勝負の第1局は、2017年4月1日に日光東照宮にて行なわれ、71手でponanzaに敗れた。第2局は、同年5月20日に姫路城で行われたが、94手でponanzaに敗れ、最後の電王戦も棋士代表の2連敗で幕を閉じた。
2017年度に入り、稲葉陽八段を挑戦者に迎えての第75期名人戦七番勝負は、6月6日の第6局を112手で佐藤が制し、4勝2敗で名人位を初防衛。
2018年度の第76期名人戦は羽生善治竜王（棋聖）を挑戦者に迎え、6月20日の第6局を145手で佐藤が制し、4勝2敗で名人位を2度目の防衛。この第76期名人戦第1局は名局賞に選出された。佐藤にとって2度目の名局賞だが、2度とも佐藤の敗局であった。また、第26期銀河戦でも初優勝を果たした。
2019年4月2日、竜王戦2組ランキング戦で西川和宏六段を下し、同組の決勝進出および挑戦者を決める決勝トーナメント進出を決めた。これにより次期竜王戦1組復帰が決定した。
2019年度の第77期名人戦では豊島将之二冠（王位・棋聖）の挑戦を受け、0勝4敗のストレート負けで失冠した。
2022年10月28日、第81期順位戦A級対永瀬拓矢王座戦にて、長時間にわたるマスクの不着用により反則負けとなった。この反則は日本将棋連盟が同年1月26日に制定した臨時対局規定によるもので、着用違反による反則負けの適用事例は佐藤が初めてだった。佐藤は日本将棋連盟に不服申立書を提出したが、2023年1月13日に却下された。また、第48期棋王戦では、準決勝で藤井聡太竜王を破り勝者組決勝でも羽生善治九段を破って挑戦者決定戦に進出したが、敗者組から勝ち上がった藤井聡太竜王に二連敗を喫し、挑戦権を逃した。
2024年のヒューリック杯第95期棋聖戦では、準決勝で前期挑戦者の佐々木大地七段を下し挑戦者決定戦に進出したが、山崎隆之八段に敗れ、挑戦とはならなかった。

## 棋風
デビューから居飛車党だったが、2023年度より振り飛車党に転向した。2014年頃からは先手番では角換わり、後手番では横歩取りを主力戦法とし、特に後手番の横歩取りでは非常に高い勝率を誇った。終盤での粘り強い受けの手を得意とし、トップ棋士を相手に何度も逆転勝ちを収めた。名人位を獲得したあとは矢倉や相掛かり、さらに力戦も積極的に指すようになり戦法の幅を広げた。第75期名人戦七番勝負第二局（2017年4月20-21日）では、最後まで居玉で戦い、稲葉陽に72手で勝利した。2020年の王将戦挑戦者決定リーグ・藤井聡太戦で中飛車を採用して以降は、公式戦で振り飛車も多用するようになった。
その後しばらくは居飛車を主体に時折振り飛車を採用していたが、2023年頃から振り飛車を中心に指すようになった。同時に、相手が振り飛車党である場合は相振り飛車ではなく対抗形を志向し、受けの強い辛抱強い指し手と相まって大師匠である大山康晴を彷彿とさせる棋風となっている。
対局中は、相手の離席時に体を前や横に倒したり、脇息に体を投げ出すなど独特の仕草を見せる事がある。

## 人物
- 名前の由来は「天を翔ける山彦になれ」[23]。兄と姉がいる[23]。
- 佐藤および糸谷哲郎、広瀬章人、高崎一生、戸辺誠らは1987年前後に生まれ、1998年に奨励会に入会した同世代の棋士達であるが、彼らは総じて勝率がよい。奨励会時代に「平成のチャイルドブランド」としてとりあげられたこともある。
- プライベートでは渡辺明と親交がある。佐藤の師匠・中田と渡辺がネット将棋を指すなかで「福岡に弟子がいるけど、周りに指す人が少ないので教えてやってほしい」と頼んでいたこともあり[24]、佐藤がまだ福岡在住の中学2年生の頃、すでにプロ棋士の渡辺（当時・高校2年生）と将棋倶楽部24でのネット対局と感想戦（チャット）で知り合った[25]。2015年春、渡辺・広瀬と欧州旅行に行く予定だったが、棋聖戦で挑戦者決定戦に進出したためにスケジュールがバッティングし旅行に行けなくなってしまった[26]。
- 中学時代にドヴォルザーク作曲の『交響曲第9番《新世界より》』との出会いに衝撃を受け、クラシック音楽に傾倒[27]。特にモーツァルトやベートーヴェンといった古典派音楽を好む[28]。また、音楽理論と絵画教室に通っていることを2021年のインタビューで明かしている[23]。
- 棋士仲間の間でのあだ名は「貴族」。名付け親は佐藤慎一で、本人も「嫌ではない、客観的に見て楽しんでいる」という。NHK将棋講座テキストで連載していたエッセイも、あだ名にちなみ「『貴族』天彦がゆく」という題名になった[26]。
- 2017年の名人戦では、全6局とも2日目の昼食にカレーライスを注文した。これは「カレーが好き」ということに加え、「対局前日に2日分の食事をまとめて注文する必要があり、2日後の食事に何を食べたいかを想像しにくいので、手堅くカレーを選ぶ」という事情があるという[29]。「2日目の昼食にカレー」という注文は2018年・2019年の名人戦でも継続された。
- またぬいぐるみ好きとしても知られている[27]。現在、佐藤のツイッターのアイコン画像に使われているのは昔から大事にしているオコジョのぬいぐるみだという。本人は幼い頃、ハムスターだと思っていたようで、それにちなんだ名前をつけたというが本人は、「(名前を公表することは)恥ずかしい」と言っている。以前のタイトル戦にて黒地にアザラシ柄の入った羽織を着ていたことがある。本人曰く、呉服店で着物をつくる反物を選んでいた時に「自分の持っているアザラシのぬいぐるみに(柄のアザラシ)が非常に似ていて、気に入った」という。ただ、お店の人には内心「本当にこれにするのか？」と思われたのではないかと言っている。プロデビュー前から親交の深い渡辺明もぬいぐるみ好きである。佐藤は渡辺のぬいぐるみを見て「大きいなあ」と思ったと語っている。
- 理想の女性について「18世紀のフランスで、ファッションリーダーのような存在であったポンパドゥール夫人」の名前を挙げている[30]。
- アニメでは宇宙戦艦ヤマトシリーズのファン[27]。特に劇場版『宇宙戦艦ヤマト 完結編』を好きな作品に挙げている[31]。

### ファッション
ファッションへのこだわりにも定評があり、その方面での逸話も多い。
- 元々高校生時代に「自分はイケていない」と自覚し始めたのがファッションにこだわりだした原因だという[32]。
- ブランドでは21歳のときに初めて出会ったアン・ドゥムルメステールを特に気に入っている[32]。若手時代には少ない収入にもかかわらず、比較的高価格で知られる同ブランドの服を買い続けたため、貯金が底をつき危うく電気を止められそうになった[32][33]。2015年現在、同ブランドの服を100着以上持っていて「収納に困る」ほどになっているという[26]。
- 他に普段使いするブランドとしてサンローラン・パリを挙げているほか[33]、「凝り性な性格」のためスーツについてもパターンオーダーなどを利用していろいろ工夫を試みている[32]。
- 和服はタイトルに初挑戦するまで着たことがなかったが、2017年現在は10セットほど持っている[34]。2017年の名人戦に向けてはわざわざ反物を扱う問屋まで行って5時間ほどかけて生地を選んだ[34]。
- 2016年には第34回毎日ファッション大賞話題賞を受賞[35]。
- 2017年11月、GQ JAPAN主催の「GQ MEN OF THE YEAR 2017」でブーム・オブ・ザ・イヤー賞受賞[36]。
- 『家庭画報』2018年1月号で組まれた将棋特集で、名人在位中の佐藤へのインタビューが、佐藤の自宅で行われ、収集した家具調度に囲まれた佐藤の写真が掲載された[37]。佐藤の自宅の様子が公開されたのはこれが初であった[37]。

## 昇段履歴
- 1998年09月 ： 6級　＝　奨励会入会
- 2001年07月 ： 初段
- 2002年00月 ： 三段
- 2006年10月01日 ： 四段　＝　プロ入り
- 2009年04月30日 ： 五段（竜王ランキング戦連続昇級）[38]
- 2011年04月21日 ： 六段（竜王戦2組昇級、竜王ランキング戦連続昇級）[39]
- 2012年04月19日 ： 七段（竜王戦1組昇級）[40]
- 2015年01月08日 ： 八段（順位戦A級昇級）[41]
- 2016年05月31日 ： 九段（名人位獲得）[42]

## 主な成績

### 獲得タイトル
は2025年7月現在の在位。登場・連覇の 太字 は歴代最多記録。
他の棋士との比較は、タイトル獲得記録、将棋のタイトル在位者一覧を参照。
| タイトル                                 | 獲得年度  | 登場 | 獲得期数 | 連覇  | 永世称号（備考） |
| 竜王                                     | －        | 0    | －       | －    | －               |
| 名人                                     | 2016-2018 | 4回  | 3期      | 3連覇 | －               |
| 王位                                     |           | 0    | －       | －    | －               |
| 叡王                                     | －        | 0    | －       | －    | －               |
| 王座                                     | －        | 1回  | －       | －    | －               |
| 棋王                                     | －        | 1回  | －       | －    | －               |
| 王将                                     | －        | 0    | －       | －    | －               |
| 棋聖                                     | －        | 0    | －       | －    | －               |
| タイトル獲得 合計 3期 / 登場回数 合計6回 |           |      |          |       |                  |

（2019年度名人戦終了まで）
タイトル戦登場
- 名人：4回（第75期=2016年度 - 2019年度）
- 王座：1回（第63期=2015年度）
- 棋王：1回（第41期=2015年度）

登場回数 合計 6回（2019年度名人戦まで）

### 棋戦優勝
- 新人王戦 2回（第39回、第42回 = 2008年、2011年）
- 叡王戦 1回（第2期 = 2016年）
- 銀河戦 1回（第26期 = 2018年）

優勝合計 4回

### 将棋大賞
- 第36回（2008年度）　新人賞
- 第38回（2010年度）　勝率1位賞・連勝賞
- 第43回（2015年度）　敢闘賞・最多勝利賞・最多対局賞・連勝賞・名局賞（第41期棋王戦第4局・対渡辺明棋王）
- 第44回（2016年度）　最優秀棋士賞
- 第45回（2017年度）　名局賞（第76期名人戦第1局・対羽生善治竜王）
- 第52回（2024年度）　升田幸三賞（▲6六角型向かい飛車）

### 記録
- 竜王戦 5期連続昇級（21期6組 → 26期1組、史上4人目）

### 在籍クラス
| 開始 年度 | (出典)順位戦出典 | (出典)順位戦出典 | (出典)順位戦出典 | (出典)順位戦出典 | (出典)順位戦出典 | (出典)順位戦出典 | (出典)順位戦出典 | (出典)順位戦出典 | (出典)竜王戦出典 | (出典)竜王戦出典 | (出典)竜王戦出典 | (出典)竜王戦出典 | (出典)竜王戦出典 | (出典)竜王戦出典 | (出典)竜王戦出典 | (出典)竜王戦出典 | (出典)竜王戦出典 | (出典)竜王戦出典 |
| 開始 年度 | 期               | 名人             | A級              | B級              | B級              | C級              | C級              | 0                | 期               | 竜王             | 1組              | 2組              | 3組              | 4組              | 5組              | 6組              | 決勝 T           |                  |
| 開始 年度 | 期               | 名人             | A級              | 1組              | 2組              | 1組              | 2組              | 0                | 期               | 竜王             | 1組              | 2組              | 3組              | 4組              | 5組              | 6組              | 決勝 T           |                  |
| --- | ---------------- | ---------------- | ---------------- | ---------------- | ---------------- | ---------------- | ---------------- | ---------------- | ---------------- | ---------------- | ---------------- | ---------------- | ---------------- | ---------------- | ---------------- | ---------------- | ---------------- | ---------------- |
| 2006 | 65               | 四段昇段前       | 四段昇段前       | 四段昇段前       | 四段昇段前       | 四段昇段前       | 四段昇段前       | 四段昇段前       | 20               |                  |                  |                  |                  |                  |                  | 6組              | --               | 2-2              |
| 2007 | 66               |                  |                  |                  |                  |                  | C243             | 6-4              | 21               |                  |                  |                  |                  |                  |                  | 6組              | --               | 5-2              |
| 2008 | 67               |                  |                  |                  |                  |                  | C221             | 7-3              | 22               |                  |                  |                  |                  |                  | 5組              |                  | --               | 4-1              |
| 2009 | 68               |                  |                  |                  |                  |                  | C211             | 5-5              | 23               |                  |                  |                  |                  | 4組              |                  |                  | --               | 7-1              |
| 2010 | 69               |                  |                  |                  |                  |                  | C220             | 10-0             | 24               |                  |                  |                  | 3組              |                  |                  |                  | 0-1              | 4-0              |
| 2011 | 70               |                  |                  |                  |                  | C127             |                  | 8-2              | 25               |                  |                  | 2組              |                  |                  |                  |                  | 0-1              | 4-0              |
| 2012 | 71               |                  |                  |                  | B221             |                  |                  | 8-2              | 26               |                  | 1組              |                  |                  |                  |                  |                  | --               | 2-2              |
| 2013 | 72               |                  |                  |                  | B204             |                  |                  | 10-0             | 27               |                  | 1組              |                  |                  |                  |                  |                  | --               | 1-2              |
| 2014 | 73               |                  |                  | B112             |                  |                  |                  | 10-2             | 28               |                  | 1組              |                  |                  |                  |                  |                  | --               | 2-2              |
| 2015 | 74               |                  | A09              |                  |                  |                  |                  | 8-1              | 29               |                  | 1組              |                  |                  |                  |                  |                  | --               | 1-2              |
| 2016 | 75               | 名人             |                  |                  |                  |                  |                  | --               | 30               |                  | 1組              |                  |                  |                  |                  |                  | --               | 0-2              |
| 2017 | 76               | 名人             |                  |                  |                  |                  |                  | --               | 31               |                  |                  | 2組              |                  |                  |                  |                  | --               | 3-2              |
| 2018 | 77               | 名人             |                  |                  |                  |                  |                  | --               | 32               |                  |                  | 2組              |                  |                  |                  |                  | 0-1              | 4-0              |
| 2019 | 78               |                  | A 01             |                  |                  |                  |                  | 4-5              | 33               |                  | 1組              |                  |                  |                  |                  |                  | --               | 1-2              |
| 2020 | 79               |                  | A 04             |                  |                  |                  |                  | 4-5              | 34               |                  | 1組              |                  |                  |                  |                  |                  | 0-1              | 3-1              |
| 2021 | 80               |                  | A 07             |                  |                  |                  |                  | 6-3              | 35               |                  | 1組              |                  |                  |                  |                  |                  | 1-1              | 3-1              |
| 2022 | 81               |                  | A 03             |                  |                  |                  |                  | 3-6              | 36               |                  | 1組              |                  |                  |                  |                  |                  | --               | 0-2              |
| 2023 | 82               |                  | A 08             |                  |                  |                  |                  | 4-5              | 37               |                  |                  | 2組              |                  |                  |                  |                  | --               | 3-2              |
| 2024 | 83               |                  | A 06             |                  |                  |                  |                  | 6-3              | 38               |                  |                  | 2組              |                  |                  |                  |                  | --               | 1-1/昇0-1        |
| 2025 | 84               |                  | A 02             |                  |                  |                  |                  | -                | 39               |                  |                  | 2組              |                  |                  |                  |                  | --               | -                |
| 順位戦、竜王戦の 枠表記 は挑戦者。右欄の数字は勝-敗(番勝負/PO含まず)。 順位戦の右数字はクラス内順位 ( x当期降級点 / *累積降級点 / +降級点消去 ) 順位戦の「F編」はフリークラス編入 /「F宣」は宣言によるフリークラス転出。 竜王戦の 太字 はランキング戦優勝、竜王戦の 組(添字) は棋士以外の枠での出場。 |                  |                  |                  |                  |                  |                  |                  |                  |                  |                  |                  |                  |                  |                  |                  |                  |                  |                  |

### 年度別成績
| 年度             | 対局数 | 勝数 | 負数 | 勝率   | (出典) | 通算成績 | 通算成績 | 通算成績 | 通算成績 | 通算成績 |
| ---------------- | ------ | ---- | ---- | ------ | ------ | -------- | -------- | -------- | -------- | -------- |
| 2006年度         | 12     | 11   | 1    | 0.9167 | [ 45 ] | 対局数   | 勝数     | 負数     | 勝率     | (出典)   |
| 2007年度         | 38     | 22   | 16   | 0.5789 | [ 46 ] |          |          |          |          |          |
| 2008年度         | 47     | 33   | 14   | 0.7021 | [ 47 ] |          |          |          |          |          |
| 2009年度         | 40     | 25   | 15   | 0.6250 | [ 48 ] |          |          |          |          |          |
| 2010年度         | 44     | 35   | 9    | 0.7954 | [ 49 ] |          |          |          |          |          |
| 2006-2010 (小計) | 181    | 126  | 55   |        |        | 通算成績 | 通算成績 | 通算成績 | 通算成績 | 通算成績 |
| 年度             | 対局数 | 勝数 | 負数 | 勝率   | (出典) | 対局数   | 勝数     | 負数     | 勝率     | (出典)   |
| 2011年度         | 36     | 25   | 11   | 0.6944 | [ 50 ] |          |          |          |          |          |
| 2012年度         | 41     | 27   | 14   | 0.6585 | [ 51 ] |          |          |          |          |          |
| 2013年度         | 30     | 23   | 17   | 0.7666 | [ 52 ] |          |          |          |          |          |
| 2014年度         | 40     | 29   | 11   | 0.7250 | [ 53 ] |          |          |          |          |          |
| 2015年度         | 59     | 41   | 18   | 0.6949 | [ 54 ] |          |          |          |          |          |
| 2016年度         | 46     | 32   | 14   | 0.6956 | [ 55 ] |          |          |          |          |          |
| 2017年度         | 35     | 16   | 19   | 0.4571 | [ 56 ] |          |          |          |          |          |
| 2018年度         | 42     | 27   | 15   | 0.6428 | [ 57 ] |          |          |          |          |          |
| 2019年度         | 38     | 17   | 21   | 0.4473 | [ 58 ] |          |          |          |          |          |
| 2020年度         | 42     | 21   | 21   | 0.5000 | [ 59 ] |          |          |          |          |          |
| 2011-2020 (小計) | 409    | 288  | 121  |        |        | 通算成績 | 通算成績 | 通算成績 | 通算成績 | 通算成績 |
| 年度             | 対局数 | 勝数 | 負数 | 勝率   | (出典) | 対局数   | 勝数     | 負数     | 勝率     | (出典)   |
| 2021年度         | 39     | 23   | 16   | 0.5897 | [ 60 ] | 629      | 407      | 222      | 0.6470   | [ 61 ]   |
| 2022年度         | 37     | 18   | 19   | 0.4864 | [ 62 ] | 666      | 425      | 241      | 0.6381   | [ 63 ]   |
| 2023年度         | 37     | 21   | 16   | 0.5675 | [ 64 ] | 703      | 446      | 257      | 0.6344   | [ 65 ]   |
| 2024年度         | 37     | 21   | 16   | 0.5675 | [ 66 ] | 740      | 467      | 273      | 0.6310   | [ 67 ]   |
| 2021-2024 (小計) | 150    | 83   | 67   |        |        |          |          |          |          |          |
| 通算             | 740    | 467  | 273  | 0.6310 | [ 67 ] |          |          |          |          |          |
| 2024年度まで     |        |      |      |        |        |          |          |          |          |          |

## 著書

### 単著
- 居飛車穴熊必勝ガイド(マイコミ将棋BOOKS)（2008年4月、毎日コミュニケーションズ、ISBN 978-4839928247）
- 佐藤天彦に学ぶ勝利へのプロセス ~順位戦全勝記~ (マイナビ将棋BOOKS)（2014年12月、マイナビ、ISBN 978-4839953652）
- 理想を現実にする力(朝日新書)（2017年4月、朝日新聞出版、ISBN 978-4022737144）
- 天彦流 中盤戦術―「局面の推移」と「形勢」で読みとく(NHK将棋シリーズ)（2017年10月、NHK出版、ISBN 978-4140162552）

### 監修
- 終盤 寄せの妙手 基本編(マイナビ将棋BOOKS)（2012年11月、マイナビ、ISBN 978-4839944117）

## 出演

### テレビ
- 将棋講座『天彦流 中盤の読みとき方』（NHK Eテレ、2016年下期）

### ラジオ
- 王手！最後のお願い（2020年2月11日、NHKラジオ第1）第3回、第4回[68]
- Welcome to SHOGI World 駒テラスへようこそ（2024年1月、ミュージックバード・AuDee）[69][70]

### 舞台
- パルコ・プロデュース2025『カタシロ〜Relive vol.2〜』（2025年8月5日〈予定〉、PARCO劇場） - 患者 役[71][72]